# Johannes Schaber

Wappen von Johannes Schaber

Johannes Schaber OSB (* 1967 in Heilbronn, Deutschland) ist ein deutscher Benediktiner und Ordenspriester. Vom 27. Mai 2013 bis 2. Juni 2025 leitete er als Abt das Kloster Ottobeuren.

## Leben
Schaber wuchs als Sohn eines Konditors in Gemmingen auf. Sein musikalisches Talent zeigte sich bereits im Alter von acht Jahren, als er 1975 Flügelhorn, Trompete und später Klavier lernte. Von 1982 bis 1987 war er Gemeindeorganist von St. Marien in Gemmingen, von 1985 bis 1987 leitete Schaber den Kirchenchor in St. Marien und wirkte als Organist in der Kirche St. Kilian in Heilbronn, einer italienischen Pfarrgemeinde.
Nach dem Abitur trat er 1987 in den Benediktinerorden ein und wurde Novize im Kloster Ottobeuren. Nach der zeitlichen Profess erwarb Schaber 1990 ein Bakkalaureat, 1993 den Magister in Philosophie an der Jesuiten Hochschule für Philosophie München. Seine bei Gerd Haeffner verfasste Abschlussarbeit in Philosophiegeschichte beleuchtet die Motive des Augustinus von Hippo im Denken des frühen Martin Heideggers. 1994 beendete Schaber seine theologischen Studien an der Ludwig-Maximilians-Universität München mit dem Lizenziat bei Gerhard Ludwig Müller zur Trinitätslehre Augustins mit einem Ausblick auf Georg Wilhelm Friedrich Hegel. Von 1994 bis 2004 und erneut ab 2017 leitete er die Studienwoche von Ottobeuren.
Im Anschluss an seine ewige Profess und der 1995 empfangenen Priesterweihe durch den Bischof von Augsburg, Viktor Josef Dammertz, in der Basilika Ottobeuren, wirkte Schaber zunächst als Kaplan in St. Bonifaz in München (1994–1996) und Ottobeuren (1996–1997); 1999 wurde er zum Pfarrer von Ottobeuren berufen. Mit seiner Ernennung zum Subprior 2005 übernahm Schaber auch innerklösterliche Verantwortungsaufgaben. Nach einer Pfarrfusionierung im Umfeld des Klosters wurde Schaber 2008 Pfarrer von Ottobeuren–Hawangen–Böhen–Ollarzried.
Ab 2000 bekleidete Schaber für drei Amtszeiten den Dekan des Dekanates Ottobeuren, von 2010 bis 2012 war er zusätzlich Regionaldekan der Diözesanregion Memmingen-Unterallgäu. Beide Ämter sind nach der Strukturreform des Bistums Augsburg 2012 erloschen. Seit 2009 ist Schaber Mitglied in bischöflichen Kommissionen und Arbeitskreisen.
Der Konvent von Ottobeuren wählte Schaber am 27. Mai 2013 zum 66. Abt von Ottobeuren, die Abtsbenediktion empfing er am 27. Juli 2013 vom Augsburger Bischof Konrad Zdarsa in der Basilika zu Ottobeuren.
Seit 2004 bereits ordentliches Mitglied der philosophischen Sektion der Bayerischen Benediktinerakademie (seit 2023: Benediktinische Akademie Salzburg) und 2010 ihr stellvertretender Dekan, wurde er am 7. November 2015 zum Dekan der Akademie gewählt. Seit 2016 ist er Vertreter der Deutschen Ordensobernkonferenz in offiziellen Angelegenheiten der Seelsorge.
2020 feierte Schaber das Silberne Priesterjubiläum in der Basilika von Ottobeuren.
Das Wappen Schabers ist in drei Teile gespalten und nimmt mit dem Wiegemesser Bezug auf das Familienwappen der Schaber, durch die drei goldenen Kronen und den Stern auf die Heiligen Drei Könige sowie durch ein flammendes Herz auf den Prolog der Benediktsregel. Der Wahlspruch lautet: Deus caritas, gaudium et spes (Gott ist Liebe, Freude und Hoffnung).
Am 2. Juni 2025 wurde nach dem Ende seiner 12-jährigen Amtszeit Pater Christoph Maria Kuen OSB als Prior-Administrator zu seinem Nachfolger in der Leitung der Abtei bestellt.

## Auszeichnungen
- Bischöflicher Geistlicher Rat (2008)[4]